# Peridermium yunshae
Peridermium yunshae är en svampart som beskrevs av Y.Z. Wang & L. Guo 1980. Peridermium yunshae ingår i släktet Peridermium och familjen Cronartiaceae.   Inga underarter finns listade i Catalogue of Life.